# 3XMM J215022.4−055108
3XMM J215022.4−055108 è una sorgente di raggi x corrispondente a un buco nero di massa intermedia situato nella galassia lenticolare barrata DL = 247 Mpc. È reso importante dal fatto che si conoscono ancora pochi buchi neri di questa classe, di massa intermedia perché superiore a quelli di massa stellare e inferiore a quelli supermassicci situati al centro delle galassie. In questo caso il bagliore della sorgente ha fatto dedurre che la massa è di circa 50.000 volte la massa del Sole.

## Scoperta
La scoperta di questo buco nero risale al 2006, quando i telescopi spaziali Chandra della NASA e XMM-Newton dell'ESA hanno individuato 3XMM J215022.4−055108, una potente sorgente di raggi X, di cui però non era chiaro se provenisse dalla Via Lattea o da fuori. I ricercatori avevano attribuito il bagliore ad una stella distrutta essendosi avvicinata troppo a un oggetto compatto, ma non era ancora chiaro di che oggetto si trattasse. È stato grazie a delle periodiche osservazioni compiute dal telescopio spaziale Hubble che si è riusciti capire la posizione del buco nero. Si trova, infatti, non al centro, bensì in un ammasso situato in periferia di una galassia, dove ci si aspettava di trovarne uno di massa intermedia. Ricerche precedenti hanno dimostrato che più è massiccia una galassia, più lo è il buco nero al suo centro e questa ricerca suggerisce che l'ammasso in cui è situato 3XMM J215022.4−055108 potrebbe essere ciò che rimane di una galassia nana assorbita dall'attuale galassia ospite: una galassia nana con al centro un buco nero di massa intermedia.